# Дмитриевка (Половинский район)
Дмитриевка — деревня в Половинском районе Курганской области. Входит в состав Булдакского сельсовета.

## История
До 1917 года входила в состав Байдарской волости Курганского уезда Тобольской губернии. По данным на 1926 год состояла из 59 хозяйств. В административном отношении входила в состав Булдакского сельсовета Половинского района Курганского округа Уральской области.

## Население
| 1989 | 2002 | 2010 |
| ---- | ---- | ---- |
| 53   | ↗64  | ↘28  |

По данным переписи 1926 года в деревне проживало 310 человека (157 мужчин и 153 женщины), в том числе: русские составляли 100 % населения.